# 드 라 콩코르드역 (STM)
드 라 콩코르드역 (Station de la Concorde)은 라발에 있는 몬트리올 지하철 오렌지 선 정차역으로, 2007년 4월 28일에 오렌지 선이 라발로 연장되면서 개통하였다. 이 역에서는 동명의 통근열차 역에서 생제롬선 열차로 갈아탈 수 있다.

## 건축 양식
이 역은 일반적인 상대식 승강장 역으로, 역 중앙 부분은 개착식으로 지었고 나머지 구간은 굴착식으로 지었다. 정육면체 공간 윗쪽은 바깥으로 툭 튀어나와있으며 여기를 통해 햇빛이 들어온다. 실내 장식은 콘크리트와 금속, 철제로 꾸며졌으며 승강장에는 군청색 타일과 확대된 잔디 사진으로 알록달록함을 더했다.
출입구에서 개찰구로 이어지는 에스컬레이터 통로 천장 또한 지상으로 튀어나오는 원통형 천장으로 빌바오 지하철에 지어진 노먼 포스터의 "포스테리토" 지하철 출입구 양식을 연상시킨다. 출입구는 복층으로 지어졌으며 한 층은 지하철역으로 이어지고 다른 층은 통근열차 역으로 이어진다. 유리로 된 출입구 정면에는 커다란 몬트리올 지하철 로고가 달려있다.
통근열차 역은 윗층에 위치해있고 승강장은 불바르 드 라 콩코르드 위에 설치된 철교를 따라 설치되어있다. 이 층에는 또한 환승 주차장과 자전거 통로가 위치해있다. 역 동쪽에는 조경은 물론 벤치와 테라스가 정육면체 공간 꼭대기에 마련되었다. 역으로 이어지는 보행자 통로에는 이브 장드로 (Yves Gendreau)의 《우리의 왕복》 (Nos allers-retours)이라는 동상이 설치되어있는데, 지하철 노선 색과 통근열차 색인 보라색의 얽히고설킨 금속 튜브가 대중교통 이용객들의 경로를 상징한다.

## 역명 유래
콩코르드는 프랑스에서 널리 쓰이는 지명 중 하나로 유명한 예시는 파리 8구에 있는 콩코르드 광장을 들 수 있다. 기존에 루이 15세 광장으로 알려졌던 이 광장은 1755년에 오늘날의 이름으로 자리잡았고 프랑스 혁명 당시 혁명 광장으로 개명된 이 광장에 단두대가 설치되었다. 루이 14세, 마리 앙투아네트, 앙투안 라부아지에, 막시밀리앙 로베스피에르 등 1,343명이 단두대의 이슬로 사라졌다. 공포 정치가 끝난 이후 이 광장은 1830년에 콩코르드 광장으로 개명되었고 1836년에 광장 중심에 룩소르 오벨리스크 동상이 건립되었다. 이 광장은 파리 메트로 1, 8, 12호선 콩코르드역을 통해 이용할 수 있다.
이 역 이름은 원래대로라면 콩코르드역이어야 하는데 그럴 경우에는 기-컨커디아역과 헷갈릴 수 있으므로 전치사인 드라 (de la)를 추가하기로 하였다.

## 버스 연결편
이 역에서는 라발 교통공사 (STL)의 2, 33, 37, 42, 63번 버스가 콩코르드와 암페어 정류장에 정차한다.

## 인접한 역
| STM 오렌지 선            | STM 오렌지 선 | STM 오렌지 선 |
| ------------------------ | ------------- | ------------- |
| 카르티에 코트베르튀 방면 | 오렌지 선     | 몽모랑시 방면 |